# لیگ کنفرانس اروپا ۲۴–۲۰۲۳
لیگ کنفرانس اروپا ۲۴–۲۰۲۳، سومین فصل از لیگ کنفرانس اروپا، به عنوان سطح سوم مسابقات فوتبال باشگاهی اروپا است که توسط یوفا برگزار شد. فینال این مسابقات در ورزشگاه آیا صوفیه آتن برگزار شد. برندگان این تورنمنت به‌طور خودکار برای لیگ اروپا ۲۵–۲۰۲۴ واجد شرایط خواهند بود، مگر اینکه از طریق عملکردشان در لیگ کشور خود به لیگ قهرمانان اروپا ۲۵–۲۰۲۴ واجد شرایط شوند.
این فصل آخرین دوره با فرمت ۳۲ تیم در مرحله گروهی است، پس از این فصل یوفا با فرمتی کاملاً جدید مسابقات را برگزار خواهد کرد. این فصل با قهرمانی باشگاه المپیاکوس به پایان رسید.

## مرحله گروهی

### گروه A
| رتبه | تیم               | بازی | ب | م | ش | گ‌ز | گ‌خ | ام | راه‌یابی            |
| ---- | ----------------- | ---- | - | - | - | -- | -- | -- | ------------------ |
| ۱    | لیل               | ۶    | ۴ | ۲ | ۰ | ۱۰ | ۲  | ۱۴ | صعود به ۱/۱۶ نهایی |
| ۲    | اسلوان براتیسلاوا | ۶    | ۳ | ۱ | ۲ | ۸  | ۷  | ۱۰ | صعود به پلی آف     |
| ۳    | المپیا لیولیانا   | ۶    | ۲ | ۰ | ۴ | ۴  | ۹  | ۶  |                    |
| ۴    | کلاکسویک          | ۶    | ۱ | ۱ | ۴ | ۵  | ۹  | ۴  |                    |

### گروه B
| رتبه | تیم           | بازی | ب | م | ش | گ‌ز | گ‌خ | ام | راه‌یابی            |
| ---- | ------------- | ---- | - | - | - | -- | -- | -- | ------------------ |
| ۱    | مکابی تل آویو | ۶    | ۵ | ۰ | ۱ | ۱۴ | ۹  | ۱۵ | صعود به ۱/۱۶ نهایی |
| ۲    | خنت           | ۶    | ۴ | ۱ | ۱ | ۱۶ | ۷  | ۱۳ | صعود به پلی آف     |
| ۳    | زوریا لوهانسک | ۶    | ۲ | ۱ | ۳ | ۱۰ | ۱۱ | ۷  |                    |
| ۴    | بریدابلیک     | ۶    | ۰ | ۰ | ۶ | ۵  | ۱۸ | ۰  |                    |

### گروه C
| رتبه | تیم           | بازی | ب | م | ش | گ‌ز | گ‌خ | ام | راه‌یابی            |
| ---- | ------------- | ---- | - | - | - | -- | -- | -- | ------------------ |
| ۱    | ویکتوریا پلزن | ۶    | ۶ | ۰ | ۰ | ۹  | ۱  | ۱۸ | صعود به ۱/۱۶ نهایی |
| ۲    | دینامو زاگرب  | ۶    | ۳ | ۰ | ۳ | ۱۰ | ۵  | ۹  | صعود به پلی آف     |
| ۳    | آستانه        | ۶    | ۱ | ۱ | ۴ | ۴  | ۱۳ | ۴  |                    |
| ۴    | بالکانی       | ۶    | ۱ | ۱ | ۴ | ۳  | ۷  | ۴  |                    |

### گروه D
| رتبه | تیم        | بازی | ب | م | ش | گ‌ز | گ‌خ | ام | راه‌یابی            |
| ---- | ---------- | ---- | - | - | - | -- | -- | -- | ------------------ |
| ۱    | کلوب بروژ  | ۶    | ۵ | ۱ | ۰ | ۱۵ | ۳  | ۱۶ | صعود به ۱/۱۶ نهایی |
| ۲    | بوده/گلیمت | ۶    | ۳ | ۱ | ۲ | ۱۱ | ۸  | ۱۰ | صعود به پلی آف     |
| ۳    | بشیکتاش    | ۶    | ۱ | ۱ | ۴ | ۷  | ۱۴ | ۴  |                    |
| ۴    | لوگانو     | ۶    | ۱ | ۱ | ۴ | ۶  | ۱۴ | ۴  |                    |

### گروه E
| رتبه | تیم        | بازی | ب | م | ش | گ‌ز | گ‌خ | ام | راه‌یابی            |
| ---- | ---------- | ---- | - | - | - | -- | -- | -- | ------------------ |
| ۱    | استون ویلا | ۶    | ۴ | ۱ | ۱ | ۱۲ | ۷  | ۱۳ | صعود به ۱/۱۶ نهایی |
| ۲    | لگیا ورشو  | ۶    | ۴ | ۰ | ۲ | ۱۰ | ۶  | ۱۲ | صعود به پلی آف     |
| ۳    | آزد آلکمار | ۶    | ۲ | ۰ | ۴ | ۷  | ۱۲ | ۶  |                    |
| ۴    | زرینسکی    | ۶    | ۱ | ۱ | ۴ | ۶  | ۱۰ | ۳  |                    |

### گروه F
| رتبه | تیم        | بازی | ب | م | ش | گ‌ز | گ‌خ | ام | راه‌یابی            |
| ---- | ---------- | ---- | - | - | - | -- | -- | -- | ------------------ |
| ۱    | فیورنتینا  | ۶    | ۳ | ۳ | ۰ | ۱۴ | ۶  | ۱۲ | صعود به ۱/۱۶ نهایی |
| ۲    | فرنتس‌واروش | ۶    | ۲ | ۴ | ۰ | ۹  | ۶  | ۱۰ | صعود به پلی آف     |
| ۳    | خنک        | ۶    | ۲ | ۳ | ۱ | ۸  | ۵  | ۹  |                    |
| ۴    | چوکاریچکی  | ۶    | ۰ | ۰ | ۶ | ۲  | ۱۶ | ۰  |                    |

### گروه G
| رتبه | تیم                | بازی | ب | م | ش | گ‌ز | گ‌خ | ام | راه‌یابی            |
| ---- | ------------------ | ---- | - | - | - | -- | -- | -- | ------------------ |
| ۱    | پائوک              | ۶    | ۵ | ۱ | ۰ | ۱۶ | ۱۰ | ۱۶ | صعود به ۱/۱۶ نهایی |
| ۲    | اینتراخت فرانکفورت | ۶    | ۳ | ۰ | ۳ | ۱۱ | ۷  | ۹  | صعود به پلی آف     |
| ۳    | آبردین             | ۶    | ۱ | ۳ | ۲ | ۱۰ | ۱۰ | ۵  |                    |
| ۴    | هلسینکی            | ۶    | ۰ | ۲ | ۴ | ۷  | ۱۷ | ۲  |                    |

### گروه H
| رتبه | تیم               | بازی | ب | م | ش | گ‌ز | گ‌خ | ام | راه‌یابی            |
| ---- | ----------------- | ---- | - | - | - | -- | -- | -- | ------------------ |
| ۱    | فنرباغچه          | ۶    | ۴ | ۰ | ۲ | ۱۳ | ۱۱ | ۱۲ | صعود به ۱/۱۶ نهایی |
| ۲    | لودوگورتس رازگراد | ۶    | ۴ | ۰ | ۲ | ۱۱ | ۱۱ | ۱۲ | صعود به پلی آف     |
| ۳    | نورشلان           | ۶    | ۳ | ۱ | ۲ | ۱۷ | ۷  | ۱۰ |                    |
| ۴    | اسپارتاک ترناوا   | ۶    | ۰ | ۱ | ۵ | ۳  | ۱۵ | ۱  |                    |